# Tinodes megalopompos
Tinodes megalopompos là một loài Trichoptera trong họ Psychomyiidae. Chúng phân bố ở miền Cổ bắc.